# ولادیمیر آیتوف
ولادیمیر آیتوف (بلغاری: Владимир Айтов؛ زادهٔ ۱۲ آوریل ۱۹۹۶) بازیکن فوتبال اهل بلغارستان است.
از باشگاه‌هایی که در آن بازی کرده است می‌توان به باشگاه فوتبال بوتو پلوودیو اشاره کرد.
وی همچنین در تیم‌ ملی فوتبال  زیر ۲۱ سال بلغارستان بازی کرده است.